# لويس ميلا (لاعب كرة قدم)
لويس ميلا (بالإسبانية: Luis Milla Manzanares)‏ هو لاعب كرة قدم إسباني في مركز الوسط، ولد في 7 أكتوبر 1994 في مدريد في إسبانيا. لعب مع رايو فايكانو ب ونادي تينيريفي ونادي غرناطة ونادي غيخيليو ونادي فوينلابرادا.

## وصلات خارجية
- لويس ميلا (لاعب كرة قدم) على موقع الاتحاد الأوربي (الإنجليزية)
- لويس ميلا (لاعب كرة قدم) على موقع قاعدة بيانات كرة القدم.إي يو (الإنجليزية)
- لويس ميلا (لاعب كرة قدم) على موقع Soccerway.com (الإنجليزية)
- لويس ميلا (لاعب كرة قدم) على موقع AS.com (الإسبانية)